# Plumas County
Plumas County är ett county i den norra delen av delstaten Kalifornien i USA. År 2010 hade Plumas totalt 20 007 invånare. Den administrativa huvudorten (county seat) är Quincy. Plumas County grundades 1854. 
Del av Lassen Volcanic nationalpark ligger i countyt. 

## Geografi
Enligt United States Census Bureau så har countyt en total area på 6 769 km². 6 614 km² av den arean är land och 155 km² är vatten. 

### Angränsande countyn
- Sierra County, Kalifornien - syd
- Yuba County, Kalifornien - sydväst
- Butte County, Kalifornien - väst
- Tehama County, Kalifornien - nordväst
- Shasta County, Kalifornien - nordväst
- Lassen County, Kalifornien - nord, öst

### Städer
- Portola
- Quincy